# Sarvepalli Radhakrishnan
Sarvepalli Radhakrishnan (n. 1888 — d. 1975) a fost un scriitor, om de stat și filozof indian din provincia Andhra Pradesh.
În perioada 13 mai 1962 – 13 mai 1967, a fost președinte al Indiei.
Între anii 1949 și 1952 a lucrat în diplomație, iar în perioada 1952 - 1962 a fost vicepreședinte al statului.
Profesor de filozofie din 1916, este autor a numeroase studii filozofice.
Este membru de onoare al Academiei Române.

## Opere
- Great Indians, Bombay, Hind Kitabs, 1954;
- Eastern religions and western thought, London, OUP, 1992.

1. 1 2  Sarvepalli Radhakrishnan, Frankfurter Personenlexikon
2. 1 2  Autoritatea BnF, accesat în 10 octombrie 2015
3. ↑  Sarvepalli Radhakrishnan, Internet Philosophy Ontology project, accesat în 9 octombrie 2017
4. ↑  Sarvepalli Radhakrishnan, Gran Enciclopèdia Catalana
5. 1 2  Sarvepalli Radhakrishnan, SNAC, accesat în 9 octombrie 2017
6. ↑  Радхакришнан Сарвепалли, Marea Enciclopedie Sovietică (1969–1978)[*]
7. ↑  Sarvepalli Radhakrishnan, Brockhaus Enzyklopädie, accesat în 9 octombrie 2017
8. ↑  Pedagogi i psihologi mira
9. ↑  Sarvepalli Radhakrishnan, Munzinger Personen, accesat în 9 octombrie 2017
10. ↑   https://eci.gov.in/files/category/97-general-election-2014/ Lipsește sau este vid: |title= (ajutor)
11. ↑   https://www.friedenspreis-des-deutschen-buchhandels.de/alle-preistraeger-seit-1950/1960-1969/sarvepalli-radhakrishnan Lipsește sau este vid: |title= (ajutor)
12. ↑  Suomen Valkoisen Ruusun ja Suomen Leijonan ritarikunnat[*], p. 498 Verificați valoarea |titlelink= (ajutor)